# Mirkhond
Mirkhond, né en 1433 à Balkh dans l’actuel Afghanistan et mort le 22 juin 1498 à Hérat, est un historien perse. Il a rédigé Rauzât-us-safâ, une œuvre renommée sur l’histoire. 

## Biographie
Il est aussi connu sous les noms de Muhammad Bin Khavendshah Bin Mahmud, Muhammad ibn Khawand Shah ibn Mahmud, Mirkhwond ou Mirkhwand.
Mirkhond naît à Balkh en 1433. Il est le fils d’un homme très pieux et cultivé, Sayyid Barhanu ibn Khawand Shah.  Bien qu’il appartienne à la vieille famille boukhariote des Sayyids, ou descendants directs du prophète Mahomet, il se consacre dès sa prime jeunesse aux études historiques et à la littérature en général. 
À Hérat, en Afghanistan, où Mirkhond passe la plus grande partie de sa vie, il gagne la faveur du protecteur des lettres, Mir Alisher Navoï (1440-1501), qui est au service de son vieil ami d’études, le sultan régnant Husayn Bayqara (le dernier des Timourides de Perse, monté sur le trône à Hérat en 1469), d’abord comme garde du sceau, puis comme gouverneur de Jurjan (Gorgan). À la demande de Mir Alisher Navoï, homme d’État et écrivain distingué, Mirkhond commence vers 1474, dans la quiétude du couvent de Khilashyah, que son protecteur a fondé à Hérat comme maison de retraite pour les auteurs littéraires de mérite, sa grande œuvre sur l’histoire, le Rauzât-us-safâ ou Jardin de la Pureté. Il s’y préoccupe peu d’un examen critique des traditions historiques, et écrit dans un style fleuri et souvent pompeux mais, en dépit de ces défauts, le Rauzât de Mirkhond reste une des réalisations les plus merveilleuses de la littérature. Il comprend sept grands volumes et un appendice géographique ; mais le septième volume, l’histoire du sultan Husayn (1438-1506), accompagné d’un bref compte rendu de quelques événements ultérieurs jusqu’en 1523, ne peut avoir été rédigé par Mirkhond lui-même, qui est mort en 1498. Il peut avoir compilé la préface, mais la majeure partie de ce volume est probablement l’œuvre de son petit-fils, l’historien Khondemir (1475-1534), auquel on doit sans doute aussi une partie de l’appendice.
Il meurt le 22 juin 1498 à Hérat.

## Traduction
Mīrkhond, Moḥammad ibn Khāvand Chāh, dit Rauzat-us-Safa, Jardin de pureté, bible de l'Islam ou l'Histoire Sainte suivant la foi musulmane, par l'historien persan Mirkhond, traduite de l'anglais par Pierre-Eugène Lamairesse, Paris, G. Carré.